# Хејс Сентер (Небраска)
Хејс Сентер (енгл. Hayes Center) град је у америчкој савезној држави Небраска.

## Демографија
По попису из 2010. године број становника је 214, што је 26 (-10,8%) становника мање него 2000. године.
| Група             | 2000.       | 2010.       |
| Белци             | 212 (88,3%) | 193 (90,2%) |
| Афроамериканци    | 0 (0,0%)    | 0 (0,0%)    |
| Азијати           | 1 (0,4%)    | 1 (0,5%)    |
| Хиспаноамериканци | 26 (10,8%)  | 20 (9,3%)   |
| Укупно            | 240         | 214         |